# Sourdeval
Sourdeval ist eine französische Gemeinde mit 3.040 Einwohnern (Stand 1. Januar 2022) im Département Manche in der Region Normandie. Sie gehört zum Arrondissement Avranches und zum Kanton Le Mortainais.
Sie entstand mit Wirkung vom 1. Januar 2016 durch die Zusammenlegung der ehemaligen Gemeinden Sourdeval und Vengeons zu einer namensgleichen Commune nouvelle. Die früheren Gemeinden haben in der neuen Gemeinde den Status einer Commune déléguée. Der Verwaltungssitz befindet sich im Ort Sourdeval.

## Gliederung
| Ortsteil                    | ehemaliger INSEE-Code | Fläche (km²) | Einwohnerzahl zum 1. Januar 2022 |
| --------------------------- | --------------------- | ------------ | -------------------------------- |
| Sourdeval (Verwaltungssitz) | 50582                 | 36,12        | 2.584                            |
| Vengeons                    | 50625                 | 15,75        | .0456                            |

## Geografie
Sourdeval liegt 32 Kilometer östlich von Avranches, etwa in der Mitte zwischen Rennes und Caen, auf einer Höhe zwischen 155 und 354 Metern. Bis zum Ärmelkanal, der die Nordsee mit dem Atlantischen Ozean verbindet, sind es in westlicher Richtung 44 Kilometer und in nördlicher Richtung 80 Kilometer. Im Gemeindegebiet von Sourdeval entspringt der 79 Kilometer lange Fluss Sée, der in den Ärmelkanal mündet. Ganz im Norden entspringt auch das Flüsschen Virène das zur Vire entwässert.

## Partnergemeinden
Sourdeval unterhält seit 1992 eine Partnerschaft zu Uchte, einem Flecken im niedersächsischen Landkreis Nienburg/Weser. Außerdem besteht eine Partnerschaft zur englischen Gemeinde Odiham in Hampshire, einer Grafschaft an der Südküste Englands.

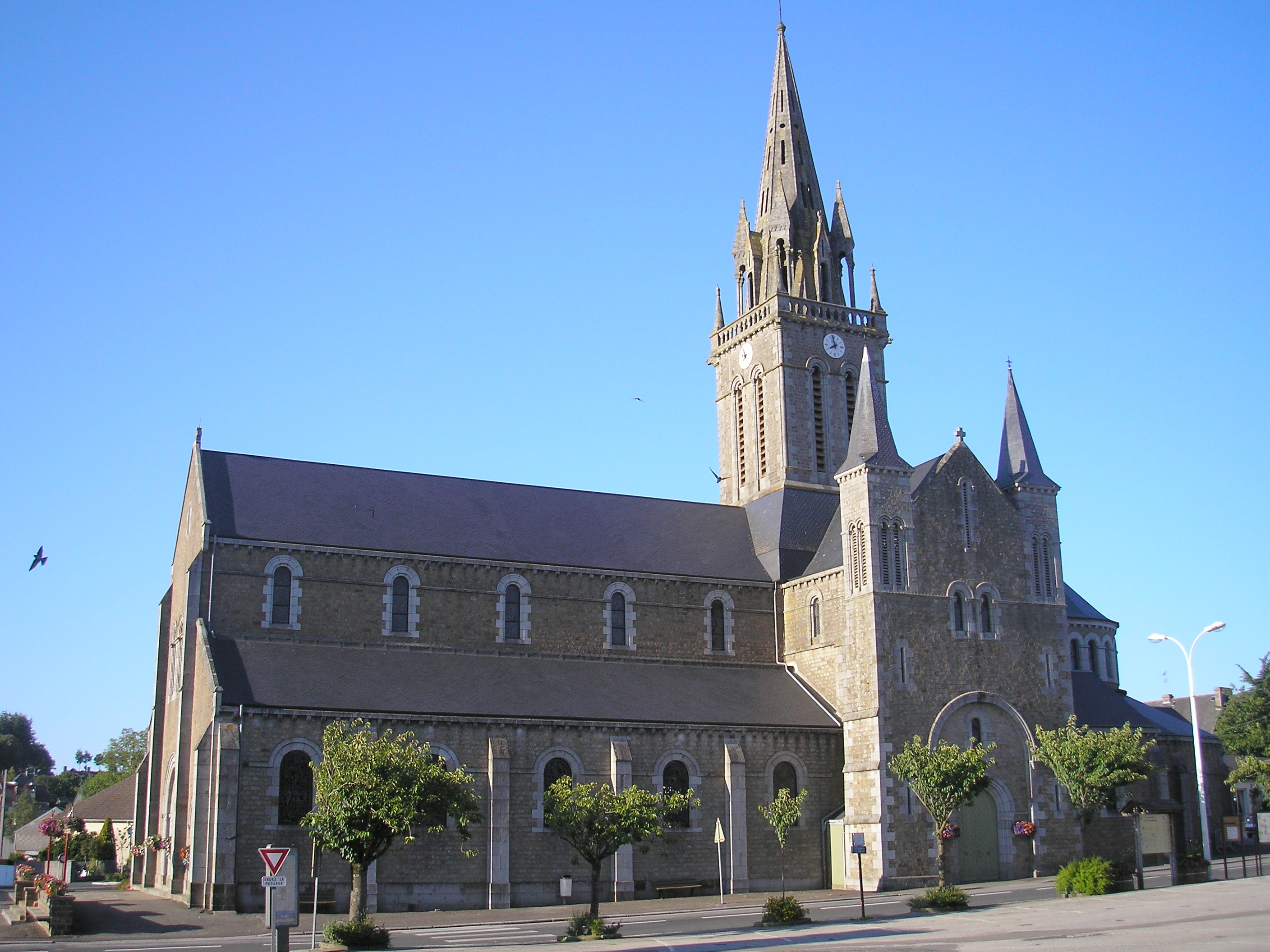
Kirche in Sourdeval

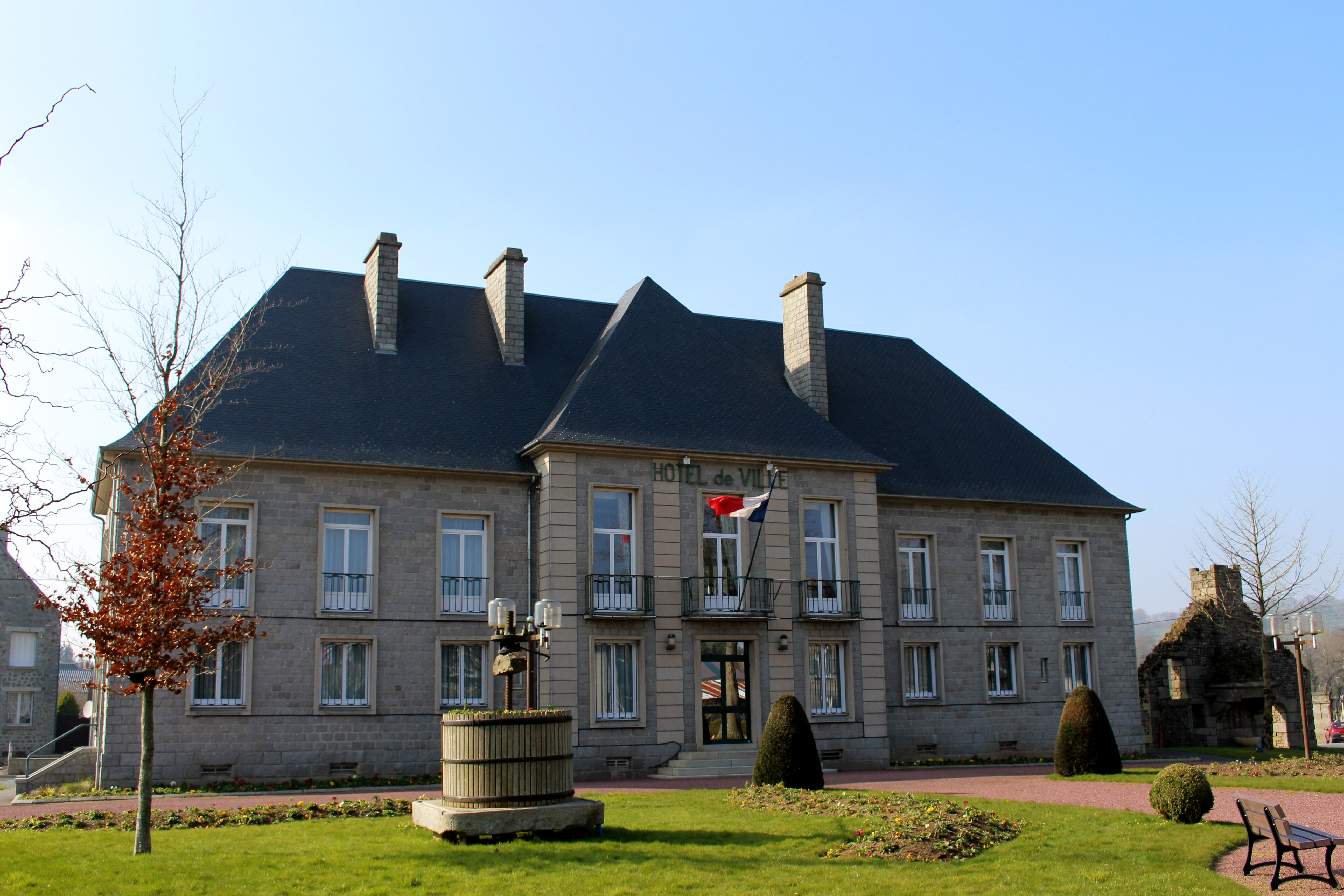
Rathaus (Hôtel de ville)